# Adam Thorpe
Pour les articles homonymes, voir Thorpe.
Adam Thorpe (né le 5 décembre 1956 à Paris) est un écrivain et poète britannique.
Son œuvre plusieurs fois primée compte également des nouvelles, des traductions, des pièces radiophoniques et des documentaires. Il publie régulièrement des revues et des articles dans divers journaux, et magazines, tels que The Gardian, Poetry Review et The Times Literary Supplement.

## Biographie
Adam Thorpe est né à Paris et passe sa jeunesse en Inde, au Cameroun et en Angleterre. Diplômé du Magdalen College de l'université d'Oxford en 1979, il fonde une troupe de théâtre itinérante, puis s'installe à Londres pour enseigner le théâtre et la littérature anglaise.
Tout au long de sa carrière, son œuvre littéraire est très favorablement accueillie, et est traduite dans de nombreuses langues. Son premier recueil de poèmes, Mornings in the Baltic (publié en 1988), est en lice cette année-là pour le prix Whitbread. Son premier roman, Ulverton (publié en 1992), retrace 300 ans d'histoire dans le village fictif d'Ulverton tout en explorant les styles littéraires des époques qui s'y succèdent. Cet ouvrage se mérite des critiques élogieuses dans le monde entier. Le romancier John Fowles, qui en fait la critique pour The Guardian écrit du roman qu'il est « ... le plus intéressant des premiers romans que j'aie lus ces dernières années ». Pour cet ouvrage, Thorpe se voit décerner le Winifred Holtby Memorial Prize en 1992.
Karl Ove Knaussgaard, auteur du best-seller de renommée mondiale My Struggle, déclare dans le cadre d'une lecture publique à Washington : « Mon roman anglais préféré est d'Adam Thorpe et s'intitule Ulverton [...] un livre brillant, très, très bon et un roman très non britannique [...] C'est de la magie, un livre magique. ». Hilary Mantel écrit en 2014 : « Il n'y a pas de contemporain que j'admire plus qu'Adam Thorpe, dont le roman Ulverton est un chef-d'œuvre de la fin du XXe siècle. » .
En 2007, les ouvrages de Thorpe sont finalistes pour des prix dans trois genres littéraires différents : la poésie, avec le Forward Poetry Prize, les nouvelles, avec le BBC National Short Story Award et le roman, avec South Bank Show Award récompensant le meilleur roman de l'année. Son roman Hodd, publié en 2009, est une version plus sombre de la légende de Robin des Bois, prenant la forme d'un document médiéval. Il est finaliste pour la première édition du prix Walter Scott Prize for Historical Fiction. Son sixième recueil de poèmes, Voluntary (publié en 2012), est recommandé par la Poetry Book Society.
Son plus récent roman, le suspense littéraire Flight, fait dire à DJ Taylor dans The Guardian qu'il confirme « une impression de longue date que Thorpe est l'un des écrivains les plus sous-estimés de la planète. » .
Thorpe ayant commencé sa carrière comme acteur, il est l'auteur de nombreuses pièces radiophoniques diffusées sur les ondes de la BBC. Ces dernières mettent notamment en vedette Tara Fitzgerald, Siân Phillips et Patrick Malahide. Sa pièce de théâtre Couch Grass and Ribbon, presque entièrement écrite en dialecte du Berkshire, est jouée au Watermill Theatre, dans le Berkshire, en 1996.
Il a fait la traduction de deux grands classiques de la littérature française du XIXe siècle, Madame Bovary et Thérèse Raquin. Ces deux traductions, effectuées pour la maison d'édition Vintage Classics, ont ceci de remarquable qu'elles sont écrites en anglais de l'époque.
Son premier ouvrage de non-fiction, On Silbury Hill, est décrit par Paul Farley dans The Guardian comme « un collage (book of place) riche et évocateur ». Il est le livre de la semaine de BBC Radio 4 en août 2014.

### Vie privée
Il a épousé en 1985 Joanna Wistreich, une enseignante d'anglais, au lycée Alphonse-Daudet. Ils ont trois enfants,.

## Ouvrages

### Recueils de poèmes
- Mornings in the Baltic (Secker and Warburg, 1988)
- Meeting Montaigne (Secker, 1990)
- From the Neanderthal (Cape, 1999)
- Nine Lessons from the Dark (Cape, 2003)
- Birds with a Broken Wing (Cape, 2007)[9]
- Voluntary (Cape, 2012)

### Romans
- Ulverton (Secker, 1992; Vintage Classics, 2010)
- Still (Secker, 1995)[10] Textual Cinema and Cinematic Text: The Ekphrasis of Movement in Adam Thorpe and Samuel Beckett by H Martin Puchner (New York).
- Pieces of Light (Cape, 1998)
- Nineteen Twenty-One (Cape, 2001)
- No Telling (Cape, 2003)
- The Rules of Perspective (Cape, 2005)[11] New York Observer review by Adam Begley: "It tickles the brain and batters the heart."
- Between Each Breath (Cape, 2007)
- The Standing Pool (Cape, 2008)
- Hodd (Cape, 2009)
- Flight (Cape, 2012)

### Recueils de nouvelles
- Shifts (Cape, 2000)
- Is This the Way You Said? (Cape, 2006)[12] "In Is This The Way You Said? we see the perfection of deprecation, spurred by wit, watered by pity, fed by observation. It's marvellous..."

### Non-fiction
On Silbury Hill (Little Toller, 2014)

### Traductions
- Madame Bovary (Vintage Classics, 2011)
- Thérèse Raquin (Vintage Classics, 2013)[5]

### Pièces radiophoniques
- The Fen Story (1991)
- Offa's Daughter (1993)[13]
- Couch Grass and Ribbon (1996)
- An Envied Place (2002)
- Nought Happens Twice Thus [2003]
- Himmler's Boy (2004)[14]

### Prix et distinctions
- 1985 Eric Gregory Award, for poetry
- 1988 Whitbread Award, for poetry, shortlist, Mornings in the Baltic
- 1992 Winifred Holtby Memorial Prize, for best work of regional literature, Ulverton
- 2007 Forward Poetry Prize, for Best Poetry Collection of the Year, shortlist, Birds with a Broken Wing
- 2010 Walter Scott Prize, for historical fiction, shortlist, Hodd[15]